# Der scharlachrote Buchstabe (1973)
Der scharlachrote Buchstabe ist ein deutscher Spielfilm aus dem Jahre 1973 nach dem gleichnamigen Roman (1850) von Nathaniel Hawthorne. Unter der Regie von Wim Wenders spielen Senta Berger und Hans Christian Blech die Hauptrollen.

## Handlung
Nordamerika, im ausgehenden 17. Jahrhundert. In Salem haben sich erzpuritanische und strenggläubige Siedler niedergelassen. Sie richten ihr Leben vollkommen nach orthodoxen christlichen Regeln aus. Schon der kleinste Verstoß gegen diese Regeln hat enorme Auswirkung auf den jeweiligen Sünder. Jahr für Jahr trifft die Zurschaustellung ihrer angeblichen „Schande“ die junge, schöne Hester Prynne, weil sie sich standhaft weigert zu erklären, wer der Vater ihres in „Unehren“ gezeugten Kindes, der kleinen Pearl, ist. Als Gipfel ihrer Demütigung wird sie seit sieben Jahren dazu gezwungen, stets ein scharlachrotes „A“ auf ihrer Brust zu tragen. Diese Brandmarkung als Zeichen für einen Ehebruch (im Englischen: Adultery) ist die schlimmste Form gesellschaftlicher Ächtung.
Hesters Ehemann gilt seit Jahren als auf hoher See verschollen. Als er eines Tages wider Erwarten in die Dorfgemeinschaft heimkehrt, spitzen sich die Dinge dramatisch zu. Der Gatte heißt Roger Chillingworth und ist außer sich, dass seine Frau ihn offensichtlich während seiner Abwesenheit betrogen hat. Chillingworth erhöht Hester gegenüber derart den Druck, dass sie sich genötigt sieht, den Kindsvater, den Dorfpriester Reverend Dimmesdale, dazu zu überreden, von hier fortzugehen und nach Europa zu fliehen. Chillingworth erkennt intuitiv, dass der jüngere Reverend seiner untreuen Gattin beigewohnt haben muss, und baut nunmehr subtil Druck gegen ihn auf. Zeitgleich gewinnt Hester Prynne allmählich die Achtung ihrer Mitbewohner zurück, da ihr Verhalten fortan als moralisch einwandfrei akzeptiert wird. Das „A“ aber, zuletzt von ihr mit Stolz getragen, legt sie nicht mehr ab. Schließlich gesteht der Pfarrer seinen moralischen Fehltritt und entblößt seine Brust, um gleichfalls ein Zeichen seiner Brandmarkung offenzulegen. Dann stirbt der kränkelnde Gottesmann. Wenig später folgt ihm Chillingworth.

## Produktionsnotizen
Der scharlachrote Buchstabe wurde von August bis Oktober 1972 an mehreren Drehorten in Spanien sowie in Köln gedreht. Die Uraufführung war am 13. März 1973 in der ARD.
Peter Schamoni hatte die Herstellungsleitung, Peter Genée die Produktionsleitung. Joachim von Mengershausen und Volker Canaris übernahmen für den mitproduzierenden WDR die Redaktion. Manfred Lütz und Adolfo Cofiño sorgten für die Ausstattung, Carmen Marin für die Kostüme. Martin Schäfer assistierte Chefkameramann Robby Müller.

## Kritiken
„Der Roman von Nathaniel Hawthorne, 1850 erschienen, geht um eine Ehebrecherin im puritanischen Neu-England der zweiten Einwanderergeneration. Wenders hat ihn in ruhige und fast elegisch getönte Sequenzen zerlegt; er führt die Haltungen der in ihren moralischen Kategorien gefangenen Nachfahren der Pilgrimfathers und die Selbstbehauptung der ausgestoßenen Hester Prynne sehr kühl und distanziert vor, schwelgt dann aber wieder in Genrebildern, romantisch zerklüfteten Küstenlandschaften und Sonnenuntergängen. Allzusehr vermischt sich die Kritik an der repressiven Moral dieser Gesellschaft mit einem nostalgischen Blick zurück auf die Gründung Amerikas.“

„Nach dem Roman von Nathaniel Hawthorne (1850) und einem Drehbuch von Tankred Dorst hat der Jungfilmer Wim Wenders ("Die Angst des Tormanns beim Elfmeter") die Geschichte "einer Art Vorläuferin der Emanzipation" rekonstruiert. Senta Berger (Photo) spielt die Mutter einer illegitimen Tochter, die Ende des 17. Jahrhunderts im amerikanischen Puritanerstädtchen Salem als Ehebrecherin an den Pranger gestellt wurde, weil sie den Namen des Kindsvaters, eines Pfarrers, nicht preisgeben wollte.“

„Detailreich und um eine stimmige Atmosphäre bemüht, bleibt der Film seltsam steif und akademisch. Als Beitrag zur Auseinandersetzung mit den Folgen eines verbitterten Puritanismus diskussionswert.“

„Anfang der 70er Jahre erfolgte die Wiederentdeckung Senta Bergers in Deutschland, zwei Regisseure der Filmemacher-Generation (Volker Schlöndorff und Wim Wenders) verpflichteten sie für ihre Werke "Die Moral der Ruth Halbfass" und "Der scharlachrote Buchstabe"; es wurden Filme, mit denen sie ihr Potential als überzeugende Charakterinterpretin unter Beweis stellen konnte.“

„Glücklos erwies sich auch Wenders’ nächste Arbeit, wieder nach einer literarischen Vorlage, nach Hawthornes Roman „Scarlet Letter“ entstanden; es schien, als sei der Regisseur selbst überrascht von den Anforderungen des beträchtlichen Aufwands. Der scharlachrote Buchstabe (1972) ist Wenders’ unpersönlichste Arbeit geworden.“

„Stimmige Verfilmung eines Klassikers.“